# كورتيس برنار
كورتيس برنار (بالإنجليزية: Curtis Bernhardt)‏ (و. 1899 – 1981 م) هو مخرج أفلام، وكاتب سيناريو من الولايات المتحدة، وألمانيا، ولد في فورمس، توفي عن عمر يناهز 82 عاماً، بسبب مرض.

## جوائز
حصل على جوائز منها:
- جائزة الفيلم الألماني [الإنجليزية]‏.

## وصلات خارجية
- كورتيس برنار على موقع IMDb (الإنجليزية)
- كورتيس برنار على موقع الموسوعة البريطانية (الإنجليزية)
- كورتيس برنار على موقع ألو سيني (الفرنسية)
- كورتيس برنار على موقع تيرنر كلاسيك موفيز (الإنجليزية)
- كورتيس برنار على موقع أول موفي (الإنجليزية)
- كورتيس برنار على موقع قاعدة بيانات الأفلام السويدية (السويدية)
- كورتيس برنار على موقع إن إن دي بي (الإنجليزية)
- كورتيس برنار على موقع قاعدة بيانات الفيلم (الإنجليزية)
- كورتيس برنار على موقع كينوبويسك (الروسية)